# 莫寧森鎮區 (愛荷華州路易莎縣)
莫寧森鎮區（英語：Morning Sun Township）是位於美國愛荷華州路易莎縣的一個行政鎮區。

## 地方資料
根據2010年美國人口普查的數據，莫寧森鎮區的面積為97.53平方千米，當中陸地面積為97.52平方千米，而水域面積為0.01平方千米。當地共有人口1198人，而人口密度為每平方千米12.28人。